# Оссолін (Свентокшиське воєводство)
Оссолін (пол. Ossolin) — село в Польщі, у гміні Клімонтув Сандомирського повіту Свентокшиського воєводства.
Населення — 177 осіб (2011).
У 1975-1998 роках село належало до Тарнобжезького воєводства.

## Демографія
Демографічна структура на день 31 березня 2011 року:
|          | Загалом | Допрацездатний вік | Працездатний вік | Постпрацездатний вік |
| -------- | ------- | ------------------ | ---------------- | -------------------- |
| Чоловіки | 91      | 22                 | 59               | 10                   |
| Жінки    | 86      | 24                 | 42               | 20                   |
| Разом    | 177     | 46                 | 101              | 30                   |